# سني علي
سني علي (بالفرنسية: Sonni Ali Ber)‏ (؟- 898هـ، ؟- 1492م) حكم إمبراطورية سونغاي في غرب إفريقيا في الفترة من (1464- 1492م)، حيث عمل على احتواء دولة مالي الإسلامية في عام 1464م وأنشأ إمبراطورية سونغاي، وجعل منها أقوى دولة في غرب إفريقيا.
فتح سني علي العديد من الدول المجاورة، حيث استولى على تمبكتو في عام 1468م وأطاح بالبدو الطوارق الذين سيطروا على المدينة منذ عام 1433م. وفي عام 1475م استولى على جيني وهي مركز تجاري مهم آخر.
أدخل سني علي القانون والنظام في دولة صنغي، كما شجع العمل بالتجارة. واختفى في ظروف غامضة عام 1492م، ويعتقد المؤرخون أنه مات غرقًا في أحد الفيضانات.